# Peter Ingham
Peter William Ingham AM (* 19. Januar 1941 in Sydney; † 26. April 2024 ebenda) war ein australischer Geistlicher und römisch-katholischer Bischof von Wollongong.

## Leben
Peter Ingham besuchte die St. Leonard’s Primary School in Naremburn und das St. Pius X. College in Chatswood. Anschließend studierte er Philosophie am Priesterseminar St. Columba in Springwood und Katholische Theologie am Priesterseminar St. Patrick in Manly. Am 18. Juli 1964 empfing er in der Saint Mary’s Cathedral in Sydney durch den Erzbischof von Sydney, Norman Thomas Kardinal Gilroy, das Sakrament der Priesterweihe für das Erzbistum Sydney.
Nach der Priesterweihe war Ingham zunächst als Pfarrvikar in Rosebery, Newtown, St. Marys und Auburn tätig, bevor er 1971 persönlicher Sekretär des Erzbischofs von Sydney, James Darcy Kardinal Freeman, wurde. Von 1984 bis 1990 fungierte er als Kanzler der Kurie sowie als Sekretär und Diözesanökonom des Erzbistums. Am 18. September 1986 verlieh ihm Papst Johannes Paul II. den Ehrentitel Päpstlicher Ehrenkaplan. Ab 1990 war Ingham Pfarrer der Pfarrei St. Charles in Ryde.
Papst Johannes Paul II. ernannte ihn am 24. Mai 1993 zum Titularbischof von Pudentiana und zum Weihbischof in Sydney. Die Bischofsweihe spendete ihm der Erzbischof von Sydney, Edward Bede Kardinal Clancy, am 12. Juli desselben Jahres in der Saint Mary’s Cathedral in Sydney; Mitkonsekratoren waren James Patrick Carroll, Weihbischof in Sydney, und Patrick Dougherty, Bischof von Bathurst. Ingham wählte den Wahlspruch Per ipsum ipsa duce („Durch ihn, unter ihrer Führung“).
Am 6. Juni 2001 bestellte ihn Johannes Paul II. zum Bischof von Wollongong. Die Amtseinführung fand am 25. Juli desselben Jahres statt. Von 2006 bis 2011 fungierte Ingham zudem als Präsident des Bundes der katholischen Bischofskonferenzen in Ozeanien (FCBCO). Darüber hinaus gehörte er in der Australischen Bischofskonferenz der Liturgiekommission und der Missionskommission an. Er nahm im Oktober 2008 an der zwölften ordentlichen Generalversammlung der Bischofssynode zum Thema Neuevangelisierung für die Weitergabe des Glaubens teil und im Oktober 2009 an der zweiten Sonderversammlung der Bischofssynode für Afrika zum Thema Die Kirche in Afrika im Dienst der Versöhnung, der Gerechtigkeit und des Friedens.
Papst Franziskus nahm am 30. November 2017 das altersbedingte Rücktrittsgesuch von Peter Ingham an. Von 10. März bis zum 31. Dezember 2021 war Ingham während der Prüfung gegen Bischof Christopher Saunders erhobener Missbrauchsvorwürfe Apostolischer Visitator des Bistums Broome. 2022 wurde er Member des Order of Australia. Er starb im April 2024 im Alter von 83 Jahren in Sydney.